# Economic League
La Liga Económica (The Economic League) fue una organización en el Reino Unido que se dedicaba a oponerse a lo que veían como subversión y acción contra la libre empresa. Para lograrlo, la organización mantuvo durante décadas una lista de presuntos alborotadores de izquierda que, los miembros corporativos de la Liga solían usar para evaluar a los solicitantes de empleo. A menudo el resultado era la negación de puestos de trabajo a los candidatos que aparecían en la lista. A fines de la década de 1980, las investigaciones de prensa revelaron la poca fiabilidad de los datos de la Liga y, tras una investigación parlamentaria en 1990 y otros informes de prensa, la Liga cerró en 1993. Sin embargo, el personal clave de la Liga continuó con actividades de investigación similares a través de organizaciones como la Consulting Association.

## Historia temprana
La organización fue fundada en agosto de 1919 por un grupo de industriales y luego por el diputado William Reginald Hall bajo el nombre de Propaganda Nacional. Hall había sido Director de la División de Inteligencia Naval del Almirantazgo desde 1914 hasta 1919. La función principal de la organización era promover el punto de vista de los industriales y empresarios, así como hacer un seguimiento de las organizaciones e individuos comunistas y de izquierda. Antes del macartismo, la Liga trabajó en estrecha colaboración con la Unión del Imperio Británico. John Baker White trabajó como su Subdirector, y luego de 1926 a 1939 como su Director. En 1925, la Liga Económica se organizó en un Consejo Central de formulación de políticas de 41 miembros, con 14 organizaciones distritales que cubrían la mayoría de las áreas industriales del Reino Unido. Los ingresos provenían de suscripciones y donaciones de empresas a quienes se les contaban como deducibles de impuestos. En 1925, el Consejo incluía a dos lores, 15 caballeros, oficiales militares de alto rango, directores de periódicos y a Lord Gainford, presidente de la BBC. En ese mismo año,  Sir Auckland Geddes sustituyó a Hall como presidente de la organización. Por ese entonces, el Consejo Central de las Ligas Económicas se convirtió en miembro de la Entente Internacional contra la Tercera Internacional.
En este período, particularmente en 1934, la Liga desempeñó un papel notable al oponerse a la huelga general del Reino Unido de 1926 (para lo cual se imprimía y distribuía un boletín diario) y, reprobar las marchas del hambre organizadas por el Movimiento Nacional de Trabajadores Desempleados. En los años 20 y 30, la Liga organizó miles de reuniones públicas, distribuyó millones de folletos anualmente, y comenzó a recopilar registros centralizados sobre organizadores sindicales comunistas (algunos obtenidos de archivos policiales). En 1938, la Liga estimó que había celebrado casi un cuarto de millón de reuniones públicas desde su fundación.

## Era de posguerra
En los años sesenta y setenta, varios informes periodísticos confirmaron la existencia de la lista negra de la Liga formada por los nombres de trabajadores de izquierda. Hasta 1969, la Liga negó la existencia de tal lista, hasta que finalmente, en una entrevista con The Observer, confirmó que tenía archivos con esa información, y en 1978, en la publicación de su Informe anual, admitió haber utilizado esos archivos para proporcionar información a sus miembros. El Daily Express (12 de enero de 1961) informó que las empresas podrían verificar si «un posible empleado figura como simpatizante comunista», mientras que The Guardian (30 de enero de 1964) informó sobre el secreto en torno a tales investigaciones, citando una circular de la Liga que decía: «Si un director solicita detalles de nuestro trabajo, se le debe decir que parte de él es altamente confidencial y, por lo tanto, no se puede poner por escrito». En 1974, los informes incluyeron el Sunday Times (11 de abril), Time Out (mayo) y The Guardian (11 de mayo).  
El coste del funcionamiento de la liga fue financiado por contribuciones de varias compañías. Según el Departamento de Investigación Laboral, la Liga tuvo ingresos de £ 266,000 en 1968 (equivalente a £ 4,500,000 en 2018), con £ 61,000  contribuido por 154 compañías conocidas, con 21 bancos e instituciones financieras conocidas contribuyendo tanto como las 47 compañías manufactureras conocidas. En 2013, el parlamentario laborista John Mann dijo que había retirado una oferta de trabajo en Ciba-Geigy en la década de 1980 después de que la compañía encontró su nombre en la lista negra de la Liga.

## Publicidad y declive
La Liga se hizo más visible en la década de 1980, cuando la prensa investigó sus actividades y se formularon preguntas en el Parlamento en el curso de una campaña contra la Liga dirigida por Maria Fyfe. El World in Action de Granada TV transmitió tres informes sobre la Liga, el primero el 16 de junio de 1987, y otro en 1988 mostrando «que un empleado de la Liga llamado Ned Walsh había estado trabajando de manera encubierta en el sindicato ASTMS por más de veinte años». Estas investigaciones, junto con un documento filtrado de la Liga de 1985 "La necesidad de un cambio de dirección", mostraron cuán pobre era la calidad de los archivos, y gran parte de ellos equivalía a rumores y evidencia circunstancial, muchos de ellos desactualizados (a veces por décadas) y partes sustanciales que simplemente no proporcionan suficiente información para identificar claramente a individuos específicos. «Hablando con parlamentarios, sindicalistas y periodistas en las Cámaras del Parlamento (en 1989), el ex Director Regional del Noroeste, Sr. Richard Brett, sugirió que 35.000 de los 45.000 archivos tendrían que ser eliminados porque eran irremediablemente inadecuados o inútiles fuera de plazo.» Pese a la mala calidad de los archivos, World in Action (Mundo en Acción) demostró la actitud de al menos algunos funcionarios de la Liga filmando a un funcionario que «recomendó que una empresa no contratara a alguien porque tenía el mismo apellido que alguien en la lista negra».  
En 1986, la Liga obtuvo ingresos por suscripciones de la compañía de alrededor de £ 1 millón, equivalente a £ 2,400,000 en 2018: tras una mala publicidad, esto cayó a alrededor de £ 800,000 en 1988 y £ 660,000 en 1989. En 1990, el Comité Selecto de Empleo de la Cámara de los Comunes tomó evidencia de la Liga Económica sobre su lista negra. En ese momento, Ford Motor Company, uno de los suscriptores más grandes de la Liga y uno de sus pocos seguidores públicos, canceló su suscripción.

## Colusión sindical
Jack Winder, exdirector de Información e Investigación de la Liga Económica, afirmó haber tenido "Muy buenas relaciones con ciertos líderes sindicales", aquellos que tenían opiniones anticomunistas y probritánicas. Los nombró como:
- Leif Mills (Unión de Banca, Seguros y Finanzas)
- Terry Carroll (Ingeniería)
- Eric Hammond (Sindicato de electricidad, electrónica, telecomunicaciones y fontanería)
- Dennis Mills (Transporte y Sindicato General de Trabajadores, región de Midlands)
- Kate Losinska (Asociación de Servicios Civiles y Públicos)

## Caída
Tras la investigación parlamentaria de 1990, los informes de prensa mantuvieron la presión sobre la Liga. Watchdog de la BBC informó sobre ello, y Paul Foot obtuvo una copia completa de la lista negra y publicó una serie de historias en el Daily Mirror.
La Liga Económica había sido presidida por Sir Saxon Tate a fines de la década de 1970, y después de su desaparición en 1993 se convirtió en director no ejecutivo de uno de sus sucesores, CAPRiM, con dos ex directores de la Liga, Jack Winder y Stan Hardy, empleados de CAPRiM. En el momento de su cierre, la Liga tenía archivos sobre 22,000 personas, incluyendo a Gordon Brown, 40 parlamentarios laboristas, "así como periodistas y miles de trabajadores de taller". Otro descendiente de la Liga, la Asociación de Consultoría, fue allanada por la Oficina del Comisionado de Información en febrero de 2009. 
La Asociación de Consultoría había sido fundada por Ian Kerr, descrito por el director general de la Liga de 1986-89 como "un hombre clave. Fue una de nuestras personas de investigación más efectivas.." Más tarde, Kerr dio pruebas al Parlamento de que la Asociación de Consultoría se fundó en abril de 1993 con un préstamo de £ 10,000 de Sir Robert McAlpine, y "se inició en el Grupo de Servicios (SG), operado por y dentro de la Liga Económica (EL). Un comité directivo de personas clave en empresas de construcción de la SG redactó una constitución. Las características operativas clave de TCA fueron decididas por representantes de las principales empresas de construcción, que eran los miembros originales.."